# Majalaya (Majalaya, Bandung)
Majalaya is een bestuurslaag in het regentschap Bandung van de provincie West-Java, Indonesië. Majalaya telt 11.792 inwoners (volkstelling 2010).